# Psaliodes trilunata
Psaliodes trilunata là một loài bướm đêm trong họ Geometridae.